# Lecteria africana
Lecteria africana är en tvåvingeart. Lecteria africana ingår i släktet Lecteria och familjen småharkrankar.

## Underarter
Arten delas in i följande underarter:
- L. a. africana
- L. a. nigrilinea